# Риторика

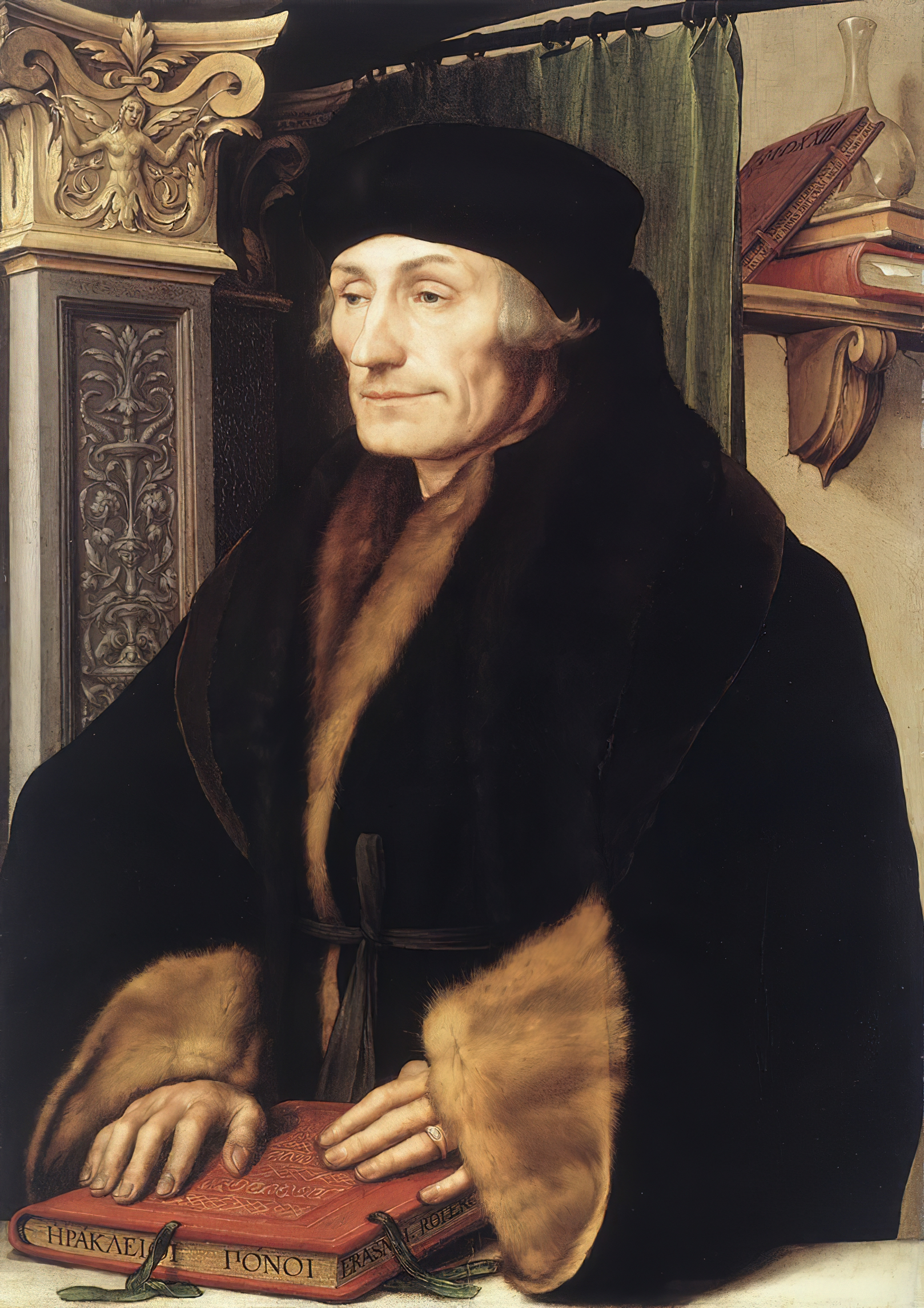
Еразм Роттердамський був популяризатором класичної риторики

Рито́рика, рідше красномовство — це мистецтво якісного висловлювання думок з метою переконання та впливу на аудиторію з урахуванням її особливостей. Це мистецтво вивчає методику творення тексту, визначає його структуру, найпридатнішу для зрозумілого й аргументованого викладення думки.

## Історія
Риторика є однією з найдавніших наук, її виникнення припадає на античні часи. Вона була засобом захисту і звинувачення на судовому процесі. Батьківщиною риторики називають Сиракузи, а її «винахідником» — демагога Коракса. Засвоєння риторики вважалося необхідною підготовкою в Стародавній Греції та Римі. Громадяни Давньої Греції могли самі себе захищати в суді, а щоб захист вийшов вдалим, вони зверталися до фахівців, чиїм ремеслом було складання промов. Ораторське мистецтво розвивалося й у Давньому Римі. Відомий давньогрецький оратор Арістотель розрізняв три способи переконання:
- логічний
- емоційний
- етичний.

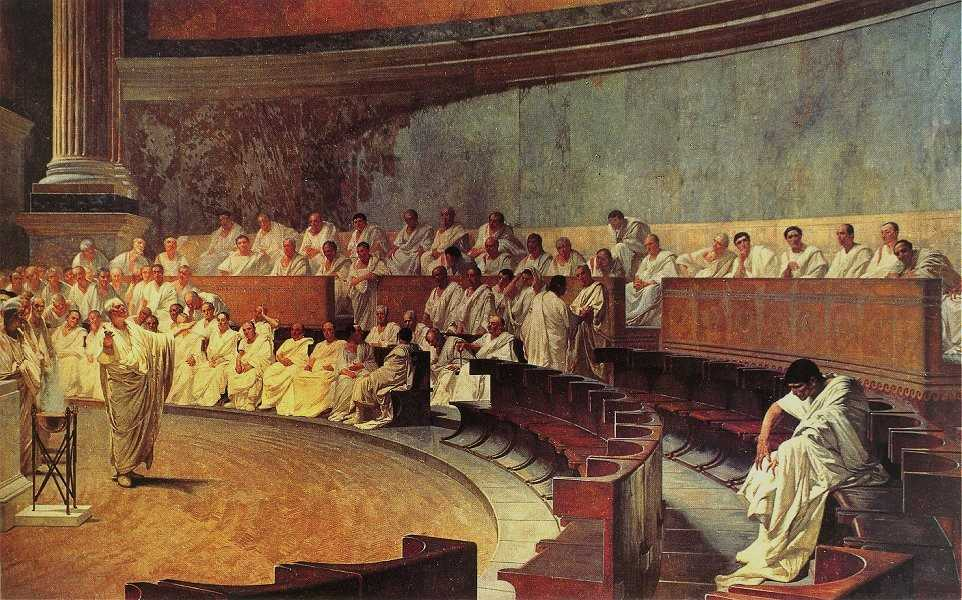
Цицерон виступає в Сенаті Риму, фрески Цезаря Маккарі, 1882–88

Найвидатнішим римським оратором був Цицерон, він досягнув високої майстерності у складанні й виголошенні промов, став автором трактатів про ораторське мистецтво.
У середньовічній Європі риторика була перш за все мистецтвом християнської проповіді. Разом з діалектикою і граматикою риторика становила тривіум — базову частину навчального плану в середньовічній освіті. Її правила були пристосовані до середньовічних форм, таких, як проповіді і правові документи. На землях Київської Русі ораторське мистецтво розвивалося під візантійським впливом.
У києворуських пам'ятках деякі положення з риторики зустрічаються в Ізборниках Святослава 1073 і 1076. Видатними ораторами були Іларіон, Кирило Туровський (11—12 ст.). В 16—17 ст. ораторські мистецтва вивчали в братських школах і Києво-Могилянській колегії. Спочатку навчання відбувалося за латинськими підручниками періоду античності. Найдавнішим підручником, складеним українським автором, за яким читалася риторика в Києво-Могилянській колегії, був курс «Orator Mohileanus» («Оратор Могилянський») Йосифа Кононовича-Горбацького (1637), написаний латинською мовою за зразком праці Цицерона «Поділи ораторські».
В середині 17 ст. Йоаникій Галятовський уперше створив курс риторики українською мовою, орієнтований на укладання церковних проповідей — трактат «Наука, албо способь зложеня казаня»; він умістив його разом із зразками казань у своїй книзі «Ключь разумѣнія» (1659, 1665). Йоаникій Галятовський, Антоній Радивиловський та Лазар Баранович своєю проповідницькою практикою сприяли перетворенню української проповіді в літературний жанр. Наступне покоління українських проповідників — Стефан Яворський, Димитрій Туптало, Феофан Прокопович, Георгій Кониський — розвинули панегіричний жанр.
Риторика розробляла теорію мовного стилю. Авторам українських риторик близькою була ідея, що прийшла з античності й дістала широкий розвиток у стінах Києво-Могилянської колегії, про три ораторські стилі («слоги») — високий, середній і низький, на які мовний матеріал членувався за ступенем образної ускладненності, а отже й естетичного сприйняття. Поступово правила та прийоми риторики було застосовано й в інших прозових жанрах, її основний розділ — учення про словесне вираження — увійшов складовою частиною до мовознавства й теорії літератури (стилістика). Інші розділи риторики з часом втратили практичне значення. На сучасному етапі розвитку риторики відбувається піднесення всіх її жанрів, створюється багато посібників ораторського мистецтва тощо.

## Сучасна риторика
На зламі XX сторіччя відродження риторичної думки позначилося заснуванням факультетів риторики у навчальних закладах, а також формуванням національних та міжнародних риторичних професійних організацій. Теоретики загалом погоджуються, що вивчення цієї науки відродилося значною мірою завдяки поновленому визнанню важливості мови й уміння переконувати в дедалі більш насиченому засобами масового зв'язку XX столітті. З початком панування реклами та мас-медіа, як-от фотографія, телеграфія, кіно, радіо й телебачення, зросла роль риторики в житті людей.
Викладання риторики в Західній Європі і у США поновилося з кінця 50-х років XX сторіччя. А з появою таких шкіл, як група «µ» («Мю») у Бельгії та Франції, риторику взагалі почали вважати одним із найцікавіших, найактуальніших і найперспективніших напрямів функціонально-комунікативного підходу до вивчення мови.
До визначних теоретиків сучасної риторики належать Хаїм Перельман, Генрі Джонстоун, Ллойд Бітцер, Кеннет Берк, Маршалл Маклуен та І. В. Річардс.
Риторика з напівсхоластичної науки про пишне мовлення (так її витлумачували в середньовіччі) стає сучасною наукою про ефективне та переконливе спілкування у всіх можливих життєвих ситуаціях та професійних комунікаціях. Сприйняття риторики в такому ключі обумовлює потребу її вивчення на всіх рівнях здобуття освіти. Шведський професор Хосе Луїс Рамірес, вважає риторику основою не лише освіти, а й громадянського суспільства.
У сучасній філософії та лінгвофілософії з'явився напрям комунікативної філософії. Його ідея — так звана ідеальна комунікація, або трансцедентна прагматика і трансцедентна риторика. Представники цього напряму (Юрґен Габермас, Вітторіо Гесле та інші) стверджують, що гармонійне суспільство може існувати тільки тоді, коли воно послуговується ідеальною риторикою. Ідея риторики ефективного спілкування та трансцедентної прагматики полягає в тому, щоб якнайбільше членів суспільства були озброєні риторичними знаннями і, спілкуючись між собою, доводили це суспільство до гармонії. Тобто комунікація між різноманітними суспільними осередками, організаціями, установами має бути не конфронтативною, а толерантною та ефективною. Ідея толерантності спілкування ґрунтується на багатьох чинниках, найважливішим серед яких є засвоєння риторичних умінь і навичок..
Нині дуже мало уваги приділяється риториці. Це, можливо, одна з причин того, що в нашій країні немає стійкої і виваженої політики демократії.
Сучасна риторика — це теорія та майстерність ефективного (доцільного, впливового, гармонійного) мовлення. Предметом сучасної загальної риторики є загальні закономірності мовленнєвої поведінки, що діють у різних ситуаціях спілкування, сферах діяльності, та практичні можливості використання їх задля того, щоб створити ефективне висловлювання. Ефективність мовлення визначається втратами в процесі передавання ним від мовця до слухача інформації всіх трьох типів, притаманних мовленню: поняттєво-логічного, оцінного (+ або -) й емоційного. Доцільність мовлення — це його відповідність головній меті мовця, його мовленнєвому наміру. Впливовість мовлення — це його здатність розбудити розум і почуття, спонукати слухача спочатку прислухатися, прихильно та зацікавлено, а тоді прийняти те бачення навколишнього світу, яке йому запропонує мовець.

## Навчання риторики
Концепція шкільної риторики як навчального предмета реалізована в навчальних посібниках для 1-11 класів Т. А. Ладиженської. Основна мета шкільної риторики — навчання успішному спілкуванню.
Основи риторики вивчають у вишах, в основному на філософських, педагогічних та інших гуманітарних факультетах. Самоактуалізуватися у професійній сфері та досягти вершин свого професійного потенціалу кожному індивіду допомагає риторична компетентність, над удосконаленням якої потрібно системно працювати впродовж усього життя. Сучасні навчальні посібники з риторики для ЗВО надають студентам двох освітніх рівнів (бакалаврат, магістратура) та аспірантам/докторантам (третій освітньо-науковий рівень) ґрунтовний інформаційний ресурс щодо категорій і базових понять загальної та прикладної риторики: принципів, законів, норм, правил, механізмів, завдань і секретів переконливого вербального спілкування. Набуті знання  в процесі активної роботи з матеріалами посібників і сформовані практичні вміння комунікувати дозволятимуть здобувачам вищої освіти досягати спілкувальної конструктивності й ефективності як у різноманітних життєвих ситуаціях, так і у фаховій діяльності, в тому числі під час презентації результатів власних досліджень, проєктів, міркувань, пропозицій тощо.
Для тих, хто потребує вивчення техніки публічних виступів в більш старшому віці, ринок освітніх послуг України пропонує велику кількість тренінгових програм і курсів з риторики. Навчальні курси з вивчення прийомів риторики можуть бути державними: Московський педагогічний державний університет (Москва); державний університет ім. Н. І. Лобачевського (Нижній Новгород) ; інститут підготовки кадрів — курси публічних виступів (Київ), а також комерційними (університет риторики та ораторської майстерності, школа красномовства, навчальний центр «Синтон», школа жорсткої риторики тощо). Відвідуючи подібного роду курси та тренінги з риторики, можливо освоїти основні правила і техніки публічних виступів, позбутися страху перед аудиторією, якісно поліпшити дикцію і вимову, відпрацювати основні засоби захисту від диверсій і прийомів «чорної» риторики. Також, на курсах і тренінгах навчають аргументувати, переконувати і відстоювати свою позицію, контролювати своє невербальне повідомлення, тримати паузи, запалювати й надихати слухачів тощо.

#### Викладання риторики в українських вишах: сучасні проблеми і перспективи
Набувши перспектив відродження у ХХ ст., риторика повернулася із фактичного забуття в незалежній Україні, відновивши свій авторитет у комунікативному просторі завдяки новій ціннісній орієнтації та новим гуманістичним категоріям нового часу. З 90-х років розпочинається період яскравого розквіту й переосмислення риторики, перевідкриття самої себе через набуття українською літературною мовою  нових функцій у суспільстві в умовах активних процесів інформатизації на всіх його локаціях та завдяки  утвердженню її офіційного статусу як державної в Конституції України 1996 р.
В освітніх парадигмах філологічних і юридичних, педагогічних і філософських спеціальностей з'являються нові дисципліни, започатковуються різноманітні за обсягом й етапами навчання освітні курси з риторики на кшталт основ риторики, загальної риторики, теорії мовної комунікації, культури мови і риторики, культури публічного виступу, ораторського мистецтва тощо. Трохи пізніше з урахуванням постійно зростаючого  запиту менеджменту великих промислових підприємств і потреби реагувати на затребуваність приватного сектору в риторичних знаннях та вміннях випускників ЗВО риторика викладається вже і для студентів різних економічних спеціальностей (менеджменту, маркетингу, логістики, міжнародної економіки) та навіть здобувачам інженерного фаху.
Усвідомлення суспільством потреби риторичної культури як знань і вмінь з ефективного й переконливого спілкування та зростання популярності професій із посиленою комунікативною відповідальністю сприяло подальшому розширенню кола навчальних дисциплін риторичного спрямування у ЗВО: розробляються і впроваджуються в освітній процес авторські програми прикладної риторики для забезпечення ефективної комунікації в публічній сфері, в органах місцевого самоврядування, бо ж на часі постала проблема підготовки управлінців нового зразка з лідерським потенціалом для служіння громадянам.
У навчальні плани більшості спеціальностей у ЗВО риторика включалася як комплексна дисципліна , завдяки якій активно формувався важливий та обов'язковий складник інтегральної професійної компетентності — мовнокомунікативний. Із середини 90-х років науковці з різних українських ЗВО Києва, Львова, Запоріжжя, Харкова (Абрамович С.Д., Куньч З.Й., Мацько Л.І., Молдован В.В., Олійник О.Б., Онуфрієнко Г.С., Плотницька І.М., Сагач Г.М., Чікарькова М.Ю. та ін.) за короткий час створили  перший комплексний дидактичний ресурс з навчання студентів риторичної культури: навчальні програми, підручники і навчальні посібники, термінологічні словники і короткі довідники, методичні рекомендації.  
Останніми роками якщо не у всіх ЗВО, то в більшості з них спостерігається ущільнення навчальних програм з усіх напрямів вищої освіти з різних об'єктивних (зокрема, скорочення аудиторних годин навчального тижня, зменшення кількості опановуваних у семестрі дисциплін до 8-ми) та інших причин. У зв'язку з цим з навчальних планів прибираються в першу чергу дисципліни гуманітарного циклу, і риторика не стає винятком, хоча в багатьох галузях інтелектуальної діяльності (насамперед в юстиції, дипломатії, журналістиці, педагогіці, політиці, філології, менеджменті, культурології і т.п.) риторична компетентність є однією з визначальних умов професійного успіху та обов'язковим маркером іміджу інтелігентної, кваліфікованої, комунікативно компетентної особистості, здатної продукувати своє мовлення в координатах інформаційної гігієни, добропорядності і професійної чесності у вербальному переконуванні,  спростовуванні та висновковуванні. Тож втрата риторикою своїх позицій у вишах як дисципліни апріорі необхідної, безпосередньо спрямованої на формування в здобувачів освіти знань риторичного канону, основ ораторії, засад і нюансів еристики у форматах публічної дискусії, дебатів, перемовин, круглого столу, особливостей етнориторики, практично необхідних у соціумі в цілому та в кожній професії зокрема, позбавляє випускників бакалаврату і магістратури можливості в комплексі опанувати той фундаментальний освітній ресурс, без якого ефективне й переконливе спілкування  стає важко досяжним для індивіда, якщо не сказати  недосяжним. Навіть переведення риторики до блоку дисциплін вибіркових надає відомі шанси зберегти в закладі її потенційні дидактичні можливості для набуття студентами необхідної  риторичної освіченості, комунікативної вправності в ситуаціях вербального обговорення,  переконування, спростовування чи презентації задля самоактуалізації в професійному середовищі і соціумі в цілому. Наразі від гарантів тієї чи іншої спеціальності часто-густо залежить у ЗВО доля риторики як навчальної дисципліни, що теж робить її вразливою і щороку залежною від персональної позиції конкретного гаранта спеціальності.
Що стосується перспектив викладання «риторики» в українських вишах, то сучасний консенсус провідних вітчизняних філологів  зводиться до наступного: доцільно було б наповнити освітню вертикаль (бакалаврат, магістратура, аспірантура) навчальними дисциплінами (спецкурсами) «Еристика», «Академічна риторика» задля формування  повноцінної риторичної компетентності у здобувачів вищої освіти  на першому й другому її рівнях та вдосконалення на науково-освітньому рівні.
Сучасні європейські практики публічної комунікації та чинний стандарт компетентностей випускника українських ЗВО переконують, що риторичний канон має бути засвоєний ще під час здобуття студентами вищої бакалаврської освіти, зокрема на заняттях з лінгвокультурологічної теоретико-прикладної дисципліни «Риторика» та прикладної риторики у фаховому контексті, а набута риторична компетентність удосконалена на другому освітньому (магістерському) рівні та піднесена до рівня взірцевої на третьому (освітньо-науковому) рівні у процесі опанування актуалізованих часом  спецкурсів «Еристика», «Етнориторика», «Академічна риторика», «Управлінська риторика» відповідно до сучасних викликів і запитів українського суспільства та світового інформаційного простору.
Така цілісна, неперервна  й динамічна освітня вертикаль (1-3 курси : загальна риторика і прикладна риторика; 4-5 курси: еристика й етнориторика; аспірантура: академічна й управлінська риторика) забезпечуватиме утвердження риторичного канону мовної комунікації в її сучасному різножанровому управлінському публічному форматі, що результуватиме у формування української еліти суспільства комунікації.

#### Спеціалізоване викладання в Україні
В Києві з 1979 року діє Київська міська школа ораторського мистецтва молоді.

## Закони риторики
I. Концептуальний закон — базовий закон риторики, який становить перший крок мовленнєвого циклу — винайдення задуму, ідеї (створення концепції). За своєю суттю цей закон передбачає пошук істини шляхом всебічного аналізу предмета. Повноцінна, нормальна мисленнєво-мовленнєва діяльність людини починається з оволодіння нею концептуальним законом. Задум (концепцію) можна порівняти з образом людини на гірській вершині, з якої їй вдається побачити й осмислити те, що вона не спроможна зрозуміти, будучи «внизу» (на своїй галявині), бо не здатна охопити цю «галявину» (предмет, проблему) цілісно. Як же навчитися грамотно створювати задум — концепцію?
Концепція (в риториці) — це система знань про предмет, виражена у стислій, короткій формі. Вона — першооснова мисленнєво-мовленнєвої діяльності. Процес розробки концепції складається з такої послідовності дій:
1. Своє бачення суб'єктом предмета (теми),
2. Аналіз теми (предмета), тобто вибір проблем для вивчення.
3. Прилучення до цінностей людського досвіду по вивченню обраної проблеми.
4. Пропускання чужого досвіду крізь призму свого бачення і навпаки (чуже + своє) і формування позицій.

|              | При підготовці декотрих тем дуже рекомендується дещо прочитати, з'ясувати, що робили й говорили інші з того самого питання. Але не починайте читати раніше, ніж Ви не вичерпали власних думок. …Справжня підготовка полягає в тому, щоб видобути щось із себе, підібрати й скомпонувати власні думки й оформити власні переконання. Не робіть властивої майже всім помилки — не робіть спроби торкатися у невеликій промові надто великого кола питань! Візьміть один чи два аспекти теми й спробуйте висвітлити їх ґрунтовно. |
| — Д. Карнегі | |

II. Закон моделювання аудиторії. Передбачає системне вивчення аудиторії, тобто тих, на кого розраховується викладення концепції. Важливий момент — оцінка лекційної ситуації з позиції оратора й аудиторії. Кожен з них прогнозує ситуацію, спираючись на свій досвід, тому ораторові слід знати існування своїх і чужих «зон небезпеки», вміти їх попередити, делікатно поводитися. …Аудиторія створюється не одразу і не швидко. Досвідчений оратор прагне тримати в полі зору свою аудиторію, особливо її небезпечні зони (острівки шуму, відволікання тощо). Для цього автор готує набір цікавих фактів, гумористичних історій, змінює тональність розмови, виключає або адаптує складний матеріал. При незбіганні оцінок з боку аудиторії та оратора слід зберегти здатність до вирівнювання психологічного клімату. Значимість закону моделювання аудиторії полягає не лише в тому, що на його основі можна створити цілісний психологічний портрет аудиторії, але і в тому, що цей закон відкриває можливість подальшої роботи з цим портретом (допомогти аудиторії оволодіти найбільш глибоким рівнем розуміння проблеми, створити умови для актуалізації в людини її позитивних якостей, зняти морально-дисциплінарний мотив і викликати емоційно-естетичний та пізнавальний мотиви, перевести байдужість, конфліктне ставлення у русло конструктивних стосунків). Закон моделювання аудиторії дозволяє побудувати наступний крок «запуску» концепції — виробити стратегію її реалізації.
III. Стратегічний закон. Стратегія (програма дій) становить собою варіант реалізації концепції та характеризується такими ознаками: динамічність, гнучкість, варіативність. З яких компонентів складається стратегія?
- визначення цільової установки;
- вичленування з концепції запитань, розрахованих на певну аудиторію та їх аналіз;
- формулювання тези (системи коротких відповідей суб'єкта на поставлені запитання).

Свої міркування на заключному етапі роботи з формування стратегії суб'єкт повинен побудувати у вигляді тези. Тезу ми розглядаємо як головну думку або згусток думок (стисле, лаконічне вираження роздумів суб'єкта з приводу обраних запитань), що розгортається суб'єктом у ході спілкування з аудиторією. Наявність тези дозволяє уникнути беззмістовного викладу концепції.
|                     | …Кожне поняття, кожне слово, кожна (думка) буква повинні йти до свого кінця, інакше вони будуть введені без причини, вони будуть зайвими, а все зайве є нестерпним. |
| — М. М. Сперанський | |

IV. Тактичний закон передбачає систему дій з підготовки ефективної реалізації стратегій. До складових цього закону належать аргументація і активізація мислення та почуттєво-емоційної діяльності аудиторії.
Аргументація — це засіб впливу одного суб'єкта на погляди та поведінку іншого. В основі лежить логічне обґрунтування тези шляхом доказу, переконання. Активізація передбачає таку послідовність дій:
- зацікавити аудиторію;
- викликати аудиторію на роздуми;
- вивести аудиторію на рівень обговорення.

Логіко-психологічний та психологічні прийоми на етапі обговорення повинні підкріплюватися аудіовізуальними прийомами (схеми, малюнки, графіки, відео-фрагменти тощо). Тактичний закон дозволяє суб'єкту знайти ефективні засоби впливу на аудиторію, завдяки чому здійснюється реалізація цільової установки. Розглянуті чотири закони риторики (концептуальний, закон моделювання аудиторії, стратегічний, тактичний) спрямовані на розвиток інтелектуального центру, таких якостей, як самостійність, самокритичність, глибина, ерудиція, гнучкість, відкритість мислення. Знання й застосування цих законів сприяє розвиткові ефективного мислення. Отже, риторика перш за все вчить людину грамотно мислити.
|           | Перш, ніж випустити слова з нижньої частини голови, пропусти їх спочатку через верхню частину |
| — Цицерон |                                                                                               |

V. Мовленнєвий закон передбачає вираження думки в дійовій словесній
формі (ДСФ). 
ДСФ — система комунікативних якостей мовлення:
- правильність,
- виразність,
- ясність,
- точність,
- ємність,
- багатство,
- образність,
- стислість,
- доцільність.

Розвитку правильності мовлення сприяють тренінги (власні вправи), робота з різними словниками та спеціальною літературою, написання листів, слухання та аналіз взірцево правильного мовлення.
 Виразність — якість, що впливає на емоції та почуття аудиторії.
Засоби виразності:
- художня образність,
- фонетичні засоби (інтонація, тембр голосу, дикція, темп мовлення),
- приказки,
- прислів'я,
- цитати,
- афоризми.

VI. Закон ефективної комунікації.
Контакт — це спілкування без перешкод, тобто вищий рівень спілкування.
З метою збереження контакту, становлення його необхідні такі дії:
- корегування підготовчого етапу під час спілкування;
- управління поведінкою аудиторії;
- управління власною поведінкою.

У ході спілкування можна спостерігати таке психологічне явище, як «ораторський шок» (неприродна поведінка з боку мовця чи слухачів), для якого характерні знервованість, напруженість, скутість думки, мовлення і поведінки.
VII. Системно-аналітичний закон передбачає аналіз якості та ефективності продукту мисленнєво-мовленнєвої риторичної діяльності. Аналіз якості здійснюється на всіх етапах мисленнєво-мовленнєвої переконуючої діяльності:
- підготовчому,
- виконавчому,
- наслідковому (до комунікативному, комунікативному, пост комунікативному).

Аналіз ефективності (результативності) ступеня реалізації цільової установки проводиться на наслідковому етапі діяльності. Системно-аналітичний закон базується на двох етапах критичної діяльності: на самоаналізі і аналізові інших. Самоаналіз є надзвичайно сильним джерелом розвитку особистості, бо дає можливість суб'єкту пізнати себе, виявити свої слабкі й сильні сторони. Причому етап самоаналізу виробляє в людини етичну звичку — шукати причину чогось перш за все у собі, а не в інших:
|          | Спершу слід відкрити себе, потім виправлятися … Тому скільки можеш, сам себе виводь на чисту воду, шукай проти себе звинувачення! Спочатку виступай обвинувачем, потім — суддею і тільки під кінець — захисником. Іноді варто самому собі бути кривдником! Ти обурюєшся тим, що є на світі невдячні люди. Спитай у совісті своєї, чи знайшли тебе вдячним ті, хто надавав тобі послуги. |
| — Сенека | |

Після того, як суб'єкт оволодів механізмом самоаналізу, він здатний повноцінно аналізувати інших. Отже, системно-аналітичний закон розвиває в людини такі якості, як самокритичність і відкритість мислення, мовне чуття, шанобливість, тактовність у ставленні до інших людей. Хоча системно-аналітичний закон завершує риторичну формулу (P=К+А+С+Т+М+ЕК+СА), однак він не робить її
замкненою, застиглою, бо сам по собі символізує вічний процес удосконалення всього існуючого на землі.
Закони риторики — прийоми, які використовуються в мові для досягнення загальнориторичного ідеалу.

## Риторика умовознавствіталітературознавстві
У сучасній поетиці та семіотиці термін «риторика» вживається у трьох основних значеннях:
- лінгвістичному — як правила побудови мовлення на понадфразовому рівні, структура мовлення на рівнях вище фрази;
- як дисципліна, що вивчає «поетичну семантику» — типи переносних значень, так звана «риторика фігур»;
- як «поетика тексту», розділ поетики, що вивчає внутрішньотекстові відносини, соціальне функціонування текстів як цілісних семіотичних утворень.

Останнє значення, поєднуючись із попередніми, є основою сучасного уявлення «загальної риторики».

## Значення риторики в житті людини
Уміння переконувати співрозмовника, уміння правильно й красиво говорити, привертати увагу й здобувати довіру слухачів потрібне нам в усіх сферах життя. Володіння мистецтвом слова — одна з умов для досягнення успіху в багатьох професіях. Уміння складати й виголошувати промови необхідне юристові (риторика й виникла як мистецтво складання судових промов). Політик, що говорить грамотно й переконливо, викликає повагу й довіру громадян, тоді як ті політичні діячі, які не надають ваги цьому вмінню, легко потрапляють у кумедні ситуації.
У навчальній діяльності студентів і школярів риторична майстерність незамінна, бо вона допомагає правильно написати й захистити реферат чи наукову роботу, цікаво побудувати усну відповідь на заняттях.
Ораторське мистецтво використовується й у галузі реклами, адже її завданням є переконати можливих покупців вибрати саме цей товар чи послугу. Навіть повсякденне спілкування у колі друзів і родичів потребує певної майстерності, адже саме мова є основним засобом встановлення контактів між людьми.

## Призначення
Риторику можна визначити і як науку, і як мистецтво. Головне її завдання — переконати слухачів у чомусь за допомогою слова, донести до них через промову певну думку, змусити перейнятися якимись почуттями. Мовою, що має переконувати, називав риторику давньоримський оратор Цицерон.
Отже, риторика — це наука про способи переконання та впливу на аудиторію з урахуванням її особливостей. Ця наука вивчає методику творення тексту, визначає його структуру, найпридатнішу для зрозумілого й аргументованого викладення думки.
Риторика як мистецтво передбачає вміння добре говорити, грамотно будувати висловлювання й уживати слова. Це зумовлює зв'язок риторики з такими розділами науки про мову, як стилістика, орфоепія, синтаксис та інші.
Окрім того, ораторське мистецтво — це й уміння говорити красиво, прикрашати свою мову. Цю особливість мистецтва слова відображає одна з його назв — «красномовство». Але навіть досконало володіючи мовою, оратор перш за все повинен мати що сказати, вміти добирати інформацію. Недаремно риторика на ранніх етапах свого розвитку поєднувалася з філософією, тобто слово не відділялося від думки.

## Феміністична теорія риторики
Існують також альтернативні погляди на сутність риторики та її роль у суспільстві. До них належать спроби переглянути цю дисципліну з позицій фемінізму як таку, що історично була сформована чоловіками і недостатньо враховує жіночі голоси.
Наприклад, американська письменниця й активістка Саллі Ґірхарт кидає виклик усталеному ще з часів Арістотеля поглядові, що ключовим аспектом риторики є переконання. На її думку, будь-який намір переконати є актом насильства. Історичний розвиток риторики відбувався під впливом засадничого принципу, що члени аудиторії повинні змінюватися відповідно до поглядів промовця. Така позиція у спілкуванні відображає завойовницьку модель взаємодії між людьми. Коли промовець бере за мету переконувати слухачів, він цілеспрямовано втручається в їхній особистий простір.
Ґірхарт пропонує для риторики альтернативні пріоритети: визнання відмінностей між учасниками комунікації, підтримка їхнього відчуття сили і гідності, готовність оратора змінитися самому в процесі взаємодії з аудиторією. Дослідниці Соня Фос і Сінді Ґріффін окреслюють комунікацію, яка не ставить за мету переконати, як запрошувальну риторику. Запрошувальна риторика опирається на припущення, що учасники комунікації задоволені своєю системою поглядів, щасливо функціонують у її межах і не відчувають потреби змінюватися. Оратор пропонує побачити світ з його перспективи, проте свідомо залишає кожному членові аудиторії право вирішувати, чи бажає він сам змінитися.
Прикладом такої риторики може бути теорія феміністичної активістки Старгок. Її бачення риторики випливає з духовно-філософської системи авторки, що має виразні риси пантеїстичного неоязичництва та екофемінізму. Ключовими ідеями Старгок є природжена цінність кожного індивіда, а також взаємні зв'язки між людьми, іншими живими істотами та об'єктами природи. На їх основі вона формує концепцію риторики невід'ємної цінності.
Патріархальна риторика визначається прагненням домінувати. Учасники комунікації потрапляють в ієрархічну систему, яка підважує унікальну цінність кожної особистості і спонукає їх займати самоненависницькі ролі:
- Завойовник (розглядає інших учасників комунікації як ворогів, демонізує їх і бореться з ними);
- Начальник (прагне компенсувати відчуття власного знецінення за рахунок контролю над іншими);
- Господар слуг (дбає про благо інших, проте залежить від них, щоб почуватися потрібним);
- Цензор (придушує власні переконання, щоби відповідати вимогам системи);
- Суддя (оцінює і засуджує себе та інших учасників комунікації).

Риторика невід'ємної цінності наполягає на рівності між усіма учасниками комунікації і має на меті створити комфортний простір для спілкування. Покликанням промовця є не змінювати членів аудиторії, а розкривати їхній внутрішній потенціал і допомагати їм усвідомити спільні цінності, які об'єднують їх одне з одним і з природою.
Як і традиційна риторика переконання, ця теорія має свої обмеження, тому що охоплює тільки певний тип комунікативних ситуацій. Концепція Старгок відображає спілкування, яке відбувається в атмосфері доброзичливості, рівності і прийняття. Натомість риторика переконання краще характеризує комунікативні ситуації між антагоністично налаштованими сторонами. Саме порівняння феміністичних і патріархальних теорій дозволяє виявити їхні слабкі сторони та взаємно доповнити їх.

## Види публічних виступів
Детальніше у статті «Види публічних виступів»
- Академічне красномовство — це ораторські виступи науковців та викладачів, які доповідають про результати наукових досліджень, популяризують досягнення науки, проводять лекції з навчальною метою.
- Політичне красномовство — це виступи ораторів, що представляють певну політичну силу чи освітлюють суспільно-політичну ситуацію.
- До церковного красномовства традиційно зараховують риторичні твори, що використовуються в практиці різних християнських конфесій.
- Суспільно-побутове красномовство — це влучне висловлювання в гострій чи цікавій ситуації, а також урочисте слово з нагоди якоїсь важливої події.

## Основні розділи класичної риторики
1. Інвенція (винахід, вигадка) — перший розділ риторики, на якому розроблюється етап задуму, намірів, ідей, формулювань майбутнього виступу.
2. Диспозиція (розташування, розміщення) — це другий розділ риторики, в якому формулюються основні поняття про предмет виступу і визначення правил оперування ними.
3. Елокуція (висловлююсь, викладаю) — третій розділ риторики, в якому розкриваються закони мовного вираження теми виступу.
  - Елоквенція — підрозділ елокуції, який можна назвати серцевиною красномовства, тому що в ньому допускається використання різноманітних художніх засобів: епітетів, метафор, а також фразеологізмів і крилатих висловів.
4. Меморія (пам'ять, згадка) — наступний розділ риторики, призначення якого — допомогти оратору запам'ятати зміст промови так, щоб не розгубити не тільки фактичну інформацію, а й образність, цікаві подробиці.
5. Акція (дія) — призначення цього розділу полягає у тому, щоб підготувати оратора зовнішньо і внутрішньо.

## Цікавинки
- Демосфен із самого дитинства був кволим і хворобливим. Одного разу він побачив виступ відомого оратора Калістрата і, захоплений силою слова, присвятив увесь свій час вправам із красномовства, щоб з часом і самому стати оратором. Він улаштував собі в підземеллі кімнату для занять, де вчився акторської гри й зміцнював голос, а часто усамітнювався на два-три місяці, поголивши собі половину голови, щоб із сорому неможливо було вийти надвір, навіть якщо дуже захочеться. Неясну, шепеляву вимову він виправив, вкладаючи до рота камінці й читаючи напам'ять уривки з поезій, а голос укріплював бігом, розмовою на крутосхилах і тим, що, не переводячи дихання, промовляв декілька віршів або довгі фрази.